# Mistrzostwa Polski Par Klubowych na Żużlu 2008
Mistrzostwa Polski Par Klubowych na Żużlu 2008 – zawody żużlowe, mające na celu wyłonienie medalistów mistrzostw Polski par klubowych w sezonie 2008. Rozegrano trzy turnieje eliminacyjne oraz finał, w którym zwyciężyli zawodnicy Unibaxu Toruń.

## Finał
- Toruń, 5 września 2008
- Sędzia: Jerzy Najwer

| Miejsce | Kluby                         | Suma  | Zawodnicy                                           | Punkty                                           |
| ------- | ----------------------------- | ----- | --------------------------------------------------- | ------------------------------------------------ |
| złoto   | Unibax Toruń                  | 24    | Wiesław Jaguś Robert Kościecha Adrian Miedziński    | 12 (0,3,3,1,3,2) 12 (3,2,2,2,2,1) ns             |
| srebro  | Unia Leszno                   | 23 +3 | Damian Baliński Krzysztof Kasprzak Robert Kasprzak  | 9 (0,1,2,2,1,3) 14 +3 (1,2,3,3,3,2) ns           |
| brąz    | ZKŻ Kronopol Zielona Góra     | 23 +2 | Grzegorz Walasek Grzegorz Zengota                   | 16 +2 (2,3,2,3,3,3) 7 (3,1,0,1,2,0)              |
| 4       | Złomrex Włókniarz Częstochowa | 21    | Sebastian Ułamek Michał Szczepaniak Tomasz Gapiński | 14 (2,2,3,3,1,3) 7 (3,1,1,0,0,2) ns              |
| 5       | PSŻ Milion Team Poznań        | 15    | Adam Skórnicki Alan Marcinkowski Daniel Pytel       | 14 (3,3,1,2,2,3) 0 (w,0,–,d,0,–) 1 (–,–,0,–,–,1) |
| 6       | GTŻ Grudziądz                 | 10    | Mariusz Puszakowski Paweł Staszek Kamil Brzozowski  | 6 (2,1,1,1,1,u) 1 (1,0,0,–,–,–) 3 (–,–,–,3,0,d)  |
| 7       | RKM Rybnik                    | 9     | Michał Mitko Maciej Kuciapa                         | 1 (0,0,0,0,1,0) 8 (1,2,1,2,d,2)                  |